# Adriana Samuel Ramos
Adriana Samuel Ramos (* 12. April 1966 in Resende) ist eine ehemalige brasilianische Beachvolleyballspielerin.

## Karriere
Adriana Samuel spielte 1993 ihre ersten internationalen Turniere mit Mônica Rodrigues. Beim Open-Turnier in Rio de Janeiro erreichte das Duo ebenso das Finale wie 1994 bei den Goodwill Games in Sankt Petersburg. Nach zahlreichen weiteren Top-Ten-Platzierungen nahmen die Brasilianerinnen 1996 in Atlanta am ersten Olympiaturnier teil und unterlag erst im Endspiel ihren Landsleuten Sandra Pires und Jackie Silva. Ein Jahr später verloren sie das Viertelfinale der Weltmeisterschaft in Los Angeles gegen die US-Amerikanerinnen Kirby/Reno.
1998 bildete Adriana Samuel ein neues Duo mit Sandra Pires und gewann gleich die Open-Turniere in Toronto und Marseille. Bei der Weltmeisterschaft 1999, die ebenfalls in der französischen Stadt ausgetragen wurde, verpassten die beiden den dritten Platz durch eine Niederlage gegen das US-Duo Masakayan/Youngs. Im Olympiaturnier 2000 konnten sie sich jedoch im kleinen Finale gegen die Japanerinnen Takahashi/Saiki durchsetzen und Bronze gewinnen. Zuvor hatten sie im gleichen Jahr das Endspiel in Vitória erreicht und beim Grand Slam in Chicago den dritten Platz belegt. In ihrem letzten gemeinsamen Turnier direkt nach den Olympischen Spielen kamen die beiden Brasilianerinnen bei den Fortaleza Open in ihrem Heimatland noch einmal ins Finale, anschließende beendete Adriana Samuel Ramos ihre Karriere.